# Lottie Phiri
Lottie Phiri est un footballeur international zambien, né le 3 novembre 1988 à Petauke en Zambie.

## Carrière

### En club
- 2007 : Young Arrows ( Zambie)
- 2008 : ZESCO United ( Zambie)
- 2009 : ZESCO United ( Zambie)
- 2010 : ZESCO United ( Zambie)
- 2010-2011 : Mpumalanga Black Aces ( Afrique du Sud)